# Camberley
Camberley je město v anglickém hrabství Surrey ve Spojeném království, nacházející se asi 50 kilometrů jihozápadně od Londýna. Město leží poblíž trojmezí hrabství Surrey, Hampshire a Berkshire. K roku 2001 žilo ve městě 30 155 obyvatel.
Mezi hlavní zaměstnavatele patřily k roku 2010 společnosti Siemens a Sun Microsystems.